# São João do Manteninha
São João do Manteninha è un comune del Brasile nello Stato del Minas Gerais, parte della mesoregione della Vale do Rio Doce e della microregione di Mantena.